# Jack Reinheimer
John Patrick Reinheimer (né le 19 juillet 1992 à Charlotte, Caroline du Nord, États-Unis) est un joueur d'arrêt-court des Diamondbacks de l'Arizona de la Ligue majeure de baseball.

## Carrière
Joueur à l'école secondaire, Jack Reinheimer est initialement repêché par les Braves d'Atlanta au 31e tour de sélection en 2010, mais il ignore l'offre pour rejoindre les Pirates d'East Carolina, puis signe son premier contrat professionnel avec les Mariners de Seattle après que cette équipe l'eut choisi au 5e tour du repêchage amateur de 2013. Reinhammer fait ses débuts professionnels en ligues mineures avec un club affilié des Mariners en 2013.
Le 3 juin 2015, les Mariners échangent Jack Reinhammer aux Diamondbacks de l'Arizona avec le receveur Welington Castillo, le releveur gaucher Dominic Leone et le voltigeur des ligues mineures Gabby Guerrero, alors qu'en retour Seattle acquiert Mark Trumbo et le lanceur gaucher Vidal Nuño. 
Reinhammer fait ses débuts dans le baseball majeur le 1er août 2017 avec Arizona.